# Old Man (canción)
"Old Man" es una canción escrita e interpretada por Neil Young en su álbum Harvest, en 1972.
La canción fue escrita para el cuidador del rancho Broken Arrow Ranch, al norte de California, que Young adquirió por la suma de 350 000 dólares en 1970.  La canción compara la vida de un joven con la de un viejo, haciendo ver que, de alguna manera, las necesidades de ambos son las mismas. James Taylor toca el banjo de seis cuerdas (modificado como una guitarra), haciendo los coros, contando también con la contribución de Linda Ronstadt.
En la película Heart of Gold, Young introduce la canción con las siguientes palabras: 

Aproximadamente en el momento en que escribí la canción [se refiere a la que interpreta antes de esta introducción, Heart of Gold"], y estaba de gira, también había —si, ya sé, me había convertido por primera vez en un hippy rico— me había comprado un rancho en el que todavía vivo. Y había una pareja viviendo que eran los cuidadores, un señor mayor llamado Louis Avala y su esposa Clara.  Y tenían un viejo Jeep azul en el que Louis me dio una vuelta. Me montó y me llevó al punto más alto del lugar, y allí estaba el lago del que se alimentaban todos los pastos, y me dijo: "bien, dime, ¿cómo tiene un joven como tu suficiente dinero como para comprar un lugar como este?" Y yo le contesté "Bien, sólo por suerte, Loui, sólo porque soy realmente afortunado". Y el dijo: "Bien, esto es lo más descabellado que he oído jamás". Y escribí esta canción para él.
Neil Young

Young cuenta una historia similar cuando introduce esta canción en el recital que da el 23 de febrero de 1971 en la BBC, añadiendo además que el rancho se lo transfirieron dos abogados. 
Bob Dylan interpretaba regularmente esta canción en bastantes conciertos de su gira de 2002, incluyendo el de  Madison Square Garden en Nueva York.
El tema forma parte de las bandas sonoras de las películas Dogtown and Z-Boys, Wonder Boys, and Lords of Dogtown. 
En el servicio religioso en Hollywood en memoria del actor Heath Ledger se eligió "Old Man" como música de fondo de una presentación de imágenes de la vida de este actor.